# Henrik Rasmussen
Henrik Andreas Rasmussen (Koppenhága, 1887. április 4. – Finnország, Jakari, 1969. augusztus 5.) olimpiai 4. helyezett dán tornász.
Az 1908. évi nyári olimpiai játékokon indult tornában és csapat összetettben 4. lett.
Klubcsapata a Gymnastik- og Svømmeforeningen Hermes volt.